# Ocracoke Island
Ocracoke Island – wyspa barierowa na wschodnim wybrzeżu Stanów Zjednoczonych, w stanie Karolina Północna, w hrabstwie Hyde, w jednostce osadniczej (census-designated place) Ocracoke.

## Geografia
Ocracoke leży w archipelagu wysp Outer Banks, u wybrzeży Karoliny Północnej. Od strony północno-zachodniej, wyspę oblewają wody laguny Pamlico Sound, a od południowo-wschodniej Atlantyk. Powierzchnia wyspy wynosi 24,9 km², a średnia wysokość n.p.m. nie przekracza 5 m.
Niemal cała wyspa – wyjątki stanowią osada, nabrzeże promowe i lotnisko – stanowi część Narodowego Obszaru Chronionego Wybrzeże Przylądka Hatteras. Osada Ocracoke znajduje się w północno-zachodniej części wyspy, nad zatoką zwaną Srebrne Jezioro. Jest to najszersze miejsce na wyspie.

## Historia

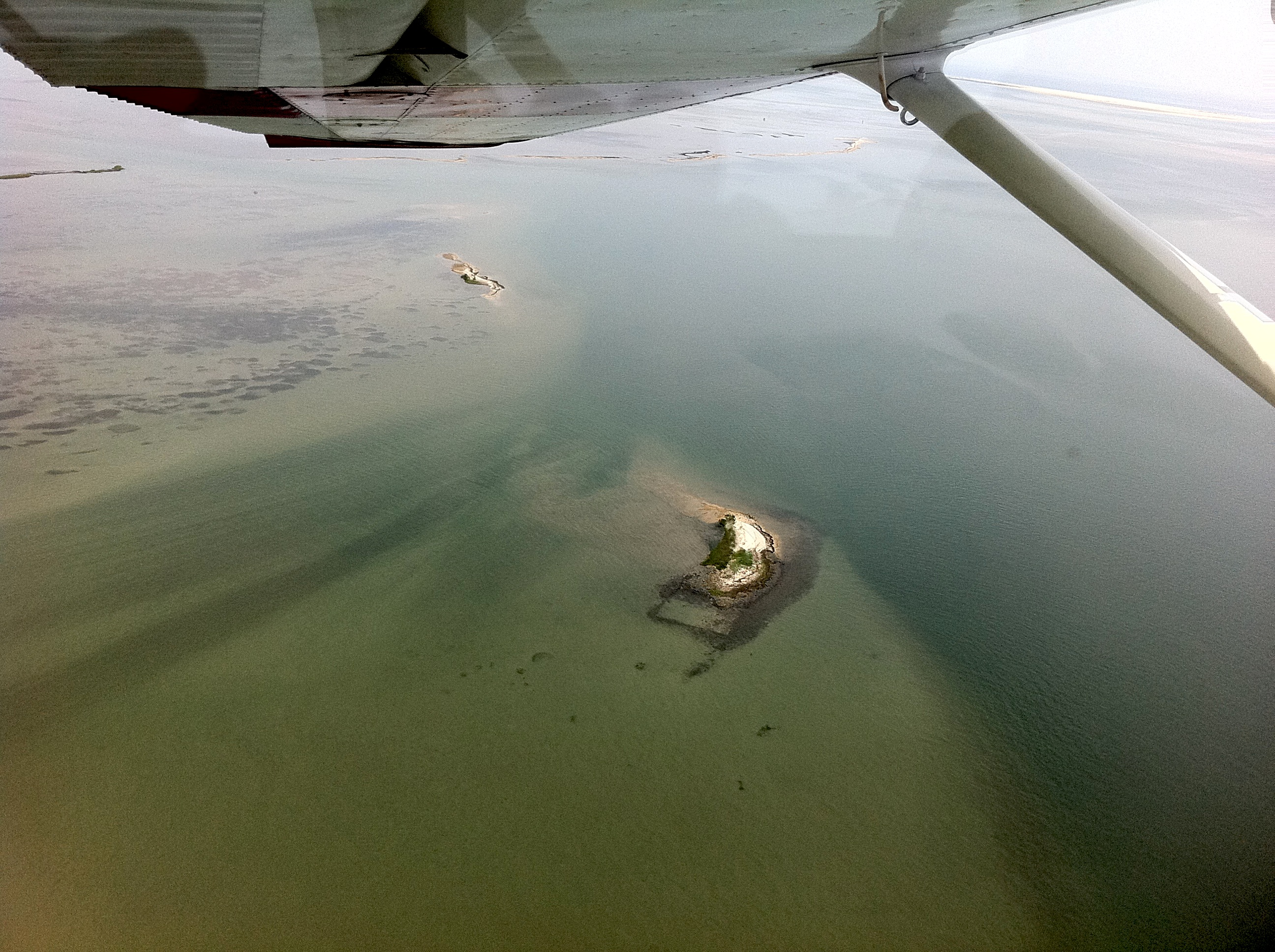
Widok z samolotu na ruiny fortu

Wyspę Ocracoke początkowo odwiedzali jedynie sporadycznie Indianie Pamlico. Wyspę odkryto w pierwszej ćwierci XVI w., a po raz pierwszy opisał ją w 1524 Giovanni da Verrazzano. Uznał on też, że za laguną na północnym zachodzie muszą znajdować się Chiny. Dopiero potem okazało się, że jest to nowy kontynent.
W 1585 u brzegów wyspy rozbił się angielski okręt Tiger Waltera Raleigha. Rozbitkowie mieszkali na wyspie dopóki nie naprawili statku.
W 1663 wyspa wraz z resztą archipelagu weszła w skład nowej kolonii angielskiej – Karoliny. Ocracoke pozostała jednak bez stałej osady aż do 1750. W międzyczasie była to jedna z baz piratów. Pomiędzy 1716 a 1718 była to główna baza wypadowa jednego z najsłynniejszych karaibskich piratów – Edwarda „Czarnobrodego" Teacha. W listopadzie 1718 niedaleko Ocracoke Czarnobrody został zabity w walce przez marynarkę brytyjską. Prawdopodobnie w  pobliskiej Zatoce Beauforta w roku 2006 odkryto wrak jego okrętu Quenns Anne Revenge.
OD 1823 na wybrzeżu nieprzerwanie działa latarnia morska, która jest jedna z głównych atrakcji na wyspie.
W 1861 w czasie wojny secesyjnej w pobliżu wyspy – na maleńkiej Beacon Island, na południowy zachód od osady – swój fort mieli Konfederaci. Jednak po klęsce poniesionej u wybrzeży wyspy Hatteras załoga fortu opuściła go w sierpniu 1861, a we wrześniu Unioniści zrównali z ziemią jego umocnienia. Dopiero w 1998 udało się odnaleźć resztki, które można podziwiać do dziś.
W XIX w. miejscowa ludność zaczęła się trudnić pilotowaniem większych jednostek morskich poprzez zdradliwe cieśniny archipelagu. Stało się to dość dochodowym interesem i liczba ludności zaczęła wzrastać ze 139 w 1800 do 688 w 2007.
Od czasów II wojny światowej na wyspie znajduje się niewielki cmentarz wojskowy, gdzie pochowani są polegli Brytyjscy żołnierze z zatopionych przez Kriegsmarine okrętów.

## Transport i gospodarka
Od osady po północne wybrzeże biegnie droga stanowa nr 12. Ocracoke posiada także połączenia promowe na dwóch liniach: Ocracoke – Hatteras Island, oraz Ocracoke – Swan Quarter, na wybrzeżu kontynentu. Działa także prom pasażerski na linii Ocracoke – Portsmouth, które jest opuszczoną osadą. Na południowy wschód od osiedla Ocracoke wybudowano małe lotnisko z jednym pasem startowym.
Głównym źródłem utrzymania mieszkańców jest turystyka, zwłaszcza w sezonie letnim. Z uwagi na łatwy dostęp do morza i zatoki, na wyspie często odbywają się zawody wędkarskie.